# 法拉利458 Italia
法拉利458 Italia是一款由法拉利生產的意大利中置发动机超级跑车。首次在2009年法蘭克福車展公開，用以取代法拉利F430，2010年開始在全球發售。於2015年由後繼車種法拉利488取代。它是在意大利马尔拉内洛的法拉利总部手工制作的。

## 技术特点
此車外型由賓尼法利納設計，融合多款法拉利經典跑車的設計因素，車頭下方有可隨速度增加而使風壓加強，因此改變迎風角度的擾流翼減少直線路段高速風阻，而在彎道中速度較慢時擾流翼角度保持升起以提升下壓力，車側不設中置引擎跑車的典型進氣口，引擎冷卻源自車底下的氣流。採用4,499cc V8缸內直噴引擎，最大馬力以及扭力分別為570ps/9000rpm以及540N·m/6000rpm，傳動裝置為德國格特拉克出品的7前速雙離合器自手排變速箱。

### 发动机
458 Italia的发动机源于法拉利和玛莎拉蒂共享的V8发动机平台，断油转速高达9000rpm，3250rpm时即可输出80%的扭矩，并使用了直喷技术。该发动机曾是世界上每公升排氣量功率（升功率）最高的量产自然吸气发动机（稍高於本田S2000）。

### 传动系统
458 Italia只有一种7前速双离合变速器，且没有提供传统的换挡杆，只能通过按钮切换驾驶模式，通过换挡拨片手动换挡。这是法拉利继法拉利恩佐、加利福尼亚、360挑战者、F430 Scuderia之后第四款不提供手動换挡杆的合法上路车型。

### 操控
458 Italia的前悬形式为双叉臂，后悬形式为多连杆，配备了电子限滑差速器和F1式的牵引力控制系统，这些技术使458 Italia的弯角操控性更佳，与F430相比，横向加速能力提高了32%之多。

### 性能表现
法拉利官方宣布458 Italia的0-100km/h加速成绩在3.4秒以下，极速为325km/h，综合油耗13.3km/L（美国标准17.7 mpg），二氧化碳排放指标307g/km。

## 衍生車型
1. 458 Challenge－統一規格的賽車，引擎維持不變，但車身經過輕量化，变速器齒輪比亦經過調整
2. 458 Spider－2011年推出，屬於第一款後中置引擎後輪推動的電動硬頂敞篷車
3. 458 Italia GTC
4. 458 Italia GT3
5. 458 Italia Grand-Am
6. 458 Speciale－最大馬力為605ps，乃現時升功率最高的自然吸氣量產車

## 事故
全球有5輛法拉利458 Italia焚毀，經調查後，認為是因為輪罩及隔熱罩組件使用的黏合劑於高溫時融化導致起火，2010年9月1日，法拉利宣佈回收1248輛已出廠的458 Italia以進行檢驗及改造，至於因起火而報銷的車子，車主則會得到車廠贈予的同型號車型。
2012年，中国高官之子令谷在北京驾驶法拉利458 Spider发生车祸丧生。

## 图库
- 內裝
- 车尾
- 敞篷版458
- 458 Italia GT2 赛车版
- 车头的空气动力套件

## 外部連結
- 官方網站